# امپراتریس ماتیلدا
ماتیلدا (به انگلیسی: Matilda) که او را ماد (به انگلیسی: Maude) نیز می‌نامیدند، تنها دختر هنری یکم و جانشین او بود که سلطنتش با مخالفت درباریان روبرو شد و پسرعمه‌اش استیون پس از مرگ هنری یکم خود را پادشاه جدید انگلستان نامید. ملکه ماتیلدا همچنین امپراتریس امپراتوری مقدس روم و بعدتر دوشس نورماندی بود.

## سال‌های آغازین
ماتیلدا در سال ۱۱۰۲ در لندن زاده شد. او و برادرش ویلیام آدلین، تنها فرزندان مشروع هنری یکم و از همسر اولش ماتیلدای اسکاتلند بودند. شاه‌دخت ماتیلدا را از ۷ سالگی به نامزدی هاینریش پنجم ۹ ساله از امپراتوری مقدس روم درآورده بودند و او در سال ۱۱۱۴ با امپراتور ازدواج کرد و شهبانوی روم مقدس شد.

## جانشینی هنری یکم
با مرگ ویلیام آدلین در حادثهٔ غرق شدن کشتی حامل او در سال ۱۱۱۷ و از آنجا که هنری یکم دیگر فرزند پسر مشروعی نداشت، احتمال جانشینی دخترش ماتیلدا به عنوان یکی از گزینه‌های ممکن سلطنت قوت گرفت. با مرگ امپراتور هاینریش پنجم در سال ۱۱۲۵، ماتیلدا به انگلستان بازگشت و رسماً به عنوان جانشین هنری یکم از سوی او معرفی شد که زیاد مقبول درباریان نیفتاد.
ماتیلدا در سال ۱۱۲۸ با جفری پلانتاژنه، کنت آنژو ازدواج نمود و از او صاحب سه فرزند شد که یکی از آنها بعدها با عنوان هنری دوم، به پادشاهی انگلستان رسید. از آنجا که آنژوها دشمن نورمان‌ها بودند، این ازدواج باعث مخالفت بیشتر بارون‌ها با برتخت نشستن ماتیلدا شد. با این وجود آنها سوگند یاد کردند که از سلطنت او حمایت کنند.

## درگیری بر سر تاج و تخت انگلستان
با مرگ هنری یکم در سال ۱۱۳۵، ماتیلدا انتظار داشت که به جای پدرش بر تخت شاهی نشیند و تاج‌گذاری نماید اما پسرعمه‌اش استفان با وجودی که از نخستین بارون‌هایی بود که سوگند یاد کرده بود تا سلطنت او را به رسمیت بشناسد ادعای پادشاهی نمود و چنین عنوان کرد که هنری در بستر مرگ نظر خود را عوض کرده و استفان را به جانشینی خود برگزیده‌است. بیشتر بارون‌ها و پاپ اینوسنت دوم حمایت خود را از استفان اعلام داشتند و او پادشاه انگلستان شد.
این رویداد زمینه‌ساز بروز جنگ‌های داخلی در انگلستان شد. در سال ۱۱۳۹ ماتیلدا با گردآوری نیروی نظامی از سمت آنژو به انگلستان حمله نمود. در سال ۱۱۴۱ استفان از نیروهای ماتیلدا شکست خورد و به اسارت او درآمد. ماتیلدا پس از زندانی کردن استفان خود را بانوی انگلستان (به انگلیسی: Lady of the English) نامید اما موفق به تاج‌گذاری به عنوان ملکه نشد.
در نوامبر ۱۱۴۱ ماتیلدا که برادر ناتنیش ارل گلاستر، به اسارت نیروهای مقابل درآمده بود مجبور به آزادی استفان و تبادل او با برادرش شد و استفان بار دیگر بر تخت پادشاهی نشست. پس از آن ماتیلدا به آکسفورد رفت اما سپاهیان استفان در سال ۱۱۴۲ او را محاصره نمودند. با این وجود ماتیلدا توانست از حلقهٔ محاصره گریخته و خود را به ولینگفورد برساند.

## سال‌های پایانی

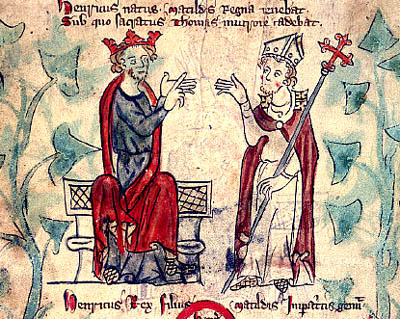
هنری دوم

در ۴۵–۱۱۴۴، جفری آنژو موفق به فتح نورماندی شد و در سال ۱۱۴۸ همراه با ماتیلدا به آنجا بازگشت.
در سال ۱۱۵۳ یوستاس، پسر و جانشین استفان درگذشت و استفان که علاوه بر تهدیدهای ماتیلدا با شورش‌های بارونی نیز مواجه بود، سرانجام پس از ۱۸ سال جنگ داخلی با ملکه ماتیلدا مصالحه نمود و فرزند او هنری را که بعدتر با عنوان هنری دوم، پادشاه انگلستان شد به عنوان جانشین خود معرفی نمود.
ماتیلدا در ۱۰ سپتامبر ۱۱۶۷ در نوتردام دو پری در نزدیکی روآن در نورماندی درگذشت و در کلیسای بک-هلوآن به خاک سپرده شد. سپس پیکرش را در سال ۱۸۴۷ به کلیسای جامع روآن منتقل نمودند و درآنجا به خاک سپردند.